# Бершка
„Бершка“ (на испански: Bershka, на английски: Bershka) е испанска верига магазини за мода, част от групата „Индитекс“, която притежава още Зара, Масимо Дути, Пул енд Беър, Ойшо и други.
„Бершка“ е създадена през април 1998 г. като нов магазин и модна концепция, насочена към един млад целеви пазар. Фирмата има над 1000 магазина в 71 страни по целия свят. Продажбите, направени от „Бершка“, представляват 10% от групата „Индитекс“.
На 6 септември 2011 г. компанията (заедно със своите дъщерни марки) стартират на онлайн пазара във Франция, Германия, Гърция, Полша, Италия, Холандия, Португалия, Испания, Китай и Великобритания.